# Riza Printup
Riza Hequibal Printup (* 20. März 1972 in Kalifornien) ist eine US-amerikanische Jazzharfenistin.
Riza Printup studierte zunächst an der Indiana University School of Music in Bloomington, Indiana (1990–93) bei Susan McDonald. Nach dem Erwerb des Bachelor of Arts in Music (1994) am Columbia College, Chicago setzte sie ihre Jazzstudien an der Georgia State University’s School of Music fort, wo sie sie u. a. bei Deborah Henson-Conant, Stella Castellucci und David Baker studierte und den Master erwarb. In den 2000er-Jahren arbeitete sie mit ihrem Mann Marcus Printup, auf dessen Alben Bird of Paradise (2007), Ballads All Night (2010) und A Time for Love (2011) sie zu hören ist. Außerdem spielte sie mit Kenny Werner (No Beginning, 2010) und war als Assistentin von Wynton Marsalis bei dessen Orchesterwerk Two in 3 tätig. 2011 trat sie mit dem Jazz at Lincoln Center Orchestra und Chick Corea auf, ferner mit Yo-Yo Ma und dem Silk Road Ensemble.